# 多精拒否
多精拒否（たせいきょひ、英: block of polyspermy）は、卵細胞に複数の精子が侵入すること（多精子受精）を防ぐ機構のことである。

## 速い反応
精子の先体突起が卵黄膜を通過し、精子の細胞質基質と卵細胞の細胞質基質が融合する（これを受精という）と1～3秒の間に、卵細胞内へナトリウムチャネルを介してナトリウムイオンが流入し、卵細胞の膜電位が変化する。これを速い反応（速い他精拒否、Fast block of polyspermy）と呼ぶ。卵細胞内が正、細胞外が負に帯電すると、他の精子は卵細胞に接合できなくなる。

## 遅い反応
精子の細胞膜への接触が、卵細胞の細胞膜に存在するGタンパク質に検知され、細胞内シグナル伝達によって、卵細胞の細胞中にある滑面小胞体からカルシウムイオンが放出される。これを受けて表層粒（表層顆粒）がエキソサイトーシスされる。この反応を表層反応という。詳細は表層反応を参照されたい。
表層反応によって卵黄膜が細胞膜から分離し、硬化して受精膜となる。受精膜の内側には囲卵腔が生じる。
これら一連の流れは遅い反応（遅い他精拒否、Slow block of polyspermy）と呼ばれ、受精から約1分後に完了する。受精膜によって、他の精子は卵細胞に接合できなくなる。

## 多精子受精
一部の生物は、多精拒否が起こらず、多数の精子が卵細胞内に侵入する。これを多精子受精（Polyspermy）と呼ぶ。特定の領域以外から侵入した精子はすべて分解されてしまうため、1個の精子の核が1個の卵の核と融合できる。鳥類、爬虫類、両生類や魚類の一部でみられる。